# UTC+06:00

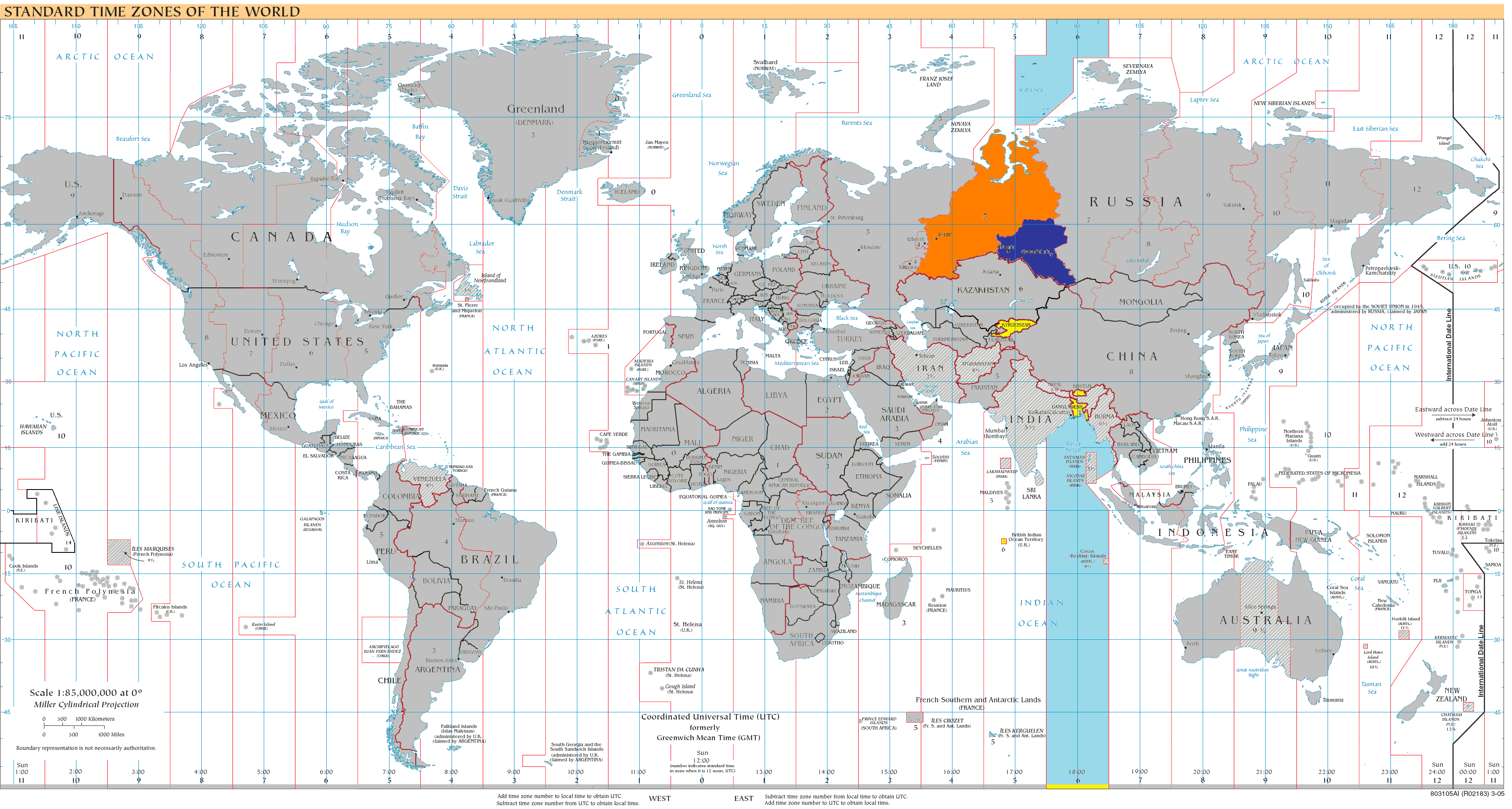
Mapa mundial de zonas horarias a partir de 2008, en la proyección cilíndrica de Miller y con la zona UTC + 6 resaltada.

UTC+06:00 es el décimo quinto huso horario del planeta cuya ubicación geográfica se encuentra en el meridiano 90 este. Aquellos países que se rigen por este huso horario se encuentran 6 horas por delante del meridiano de Greenwich.

## Hemisferio norte

### Países que se rigen por UTC+06:00 todo el año
| Abreviatura | Nombre Completo                                       | País                                                        |
| ----------- | ----------------------------------------------------- | ----------------------------------------------------------- |
| BST         | Hora Estándar de Bangladés (Bangladesh Standard Time) | Bangladés                                                   |
| BTT         | Hora de Bután (Bhutan Time)                           | Bután                                                       |
| KGT         | Hora de Kirguistán (Kyrgyzstan Time)                  | Kirguistán                                                  |
| OMST        | Hora Estándar de Omsk (Omsk Standard Time)            | Rusia - Krai de Altái - República de Altái - Óblast de Omsk |

## Hemisferio sur

### Países que se rigen por UTC+06:00 todo el año
| Abreviatura | Nombre Completo                                 | País                                                 |
| ----------- | ----------------------------------------------- | ---------------------------------------------------- |
| IOT         | Hora de Chagos de la India (Indian Chagos Time) | Reino Unido - Territorio Británico del Océano Índico |
| VOST        | Hora de Vostok (Vostok Time)                    | Antártida - Base Vostok                              |